# Connemara nationalpark
Connemara nationalparken ligger i nordvästra Irland. Den inrättades 1980 och den täcker en yta av 2957 hektar. Landskapet i nationalparken är en blandning av berg, stora mossar, hed, gräsmark och trädansamlingar.
En typisk växt som täcker stora ytor i parken är blåtåtel (Molinia caerulea). På bergstoppar förekommer växter som är kända från Europas bergskedjor eller från arktiska områden, bland annat rosenrot (Rhodiola rosea), stjärnbräcka (Saxifraga stellaris), Neottia cordata (tillhör släktet näströtter) samt fjällsyra (Oxyria digyna). Köttätande växter som arter av sileshårssläktet (Drosera) eller tätörtssläktet (Pinguicula) är inte sällsynta.
I parken lever många olika fåglar och den används av fåglar som rastplats under vandringar. Däggdjurslivet liknar andra delar av Irland. Connemaraponnyn kan hittas på flera ställen i nationalparken.